# 村松恒一郎

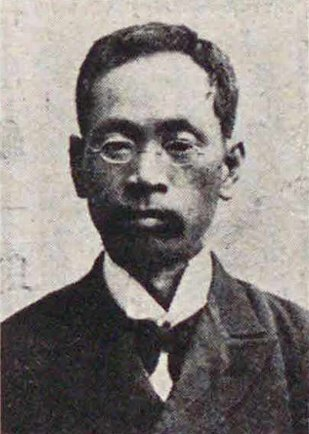
村松恒一郎

村松 恒一郎（むらまつ こういちろう、元治元年4月24日（1864年5月29日） - 昭和15年（1940年）6月5日）は、日本の衆議院議員（憲政本党→立憲国民党→純正国民党→立憲民政党）、ジャーナリスト。

## 経歴
伊予国宇和島出身。宇和島藩士村松喜久造の長男。1884年（明治17年）に同人社を卒業後、高野山大学林で英学講師を務めた。その後、関西日報、国会新聞、中央新聞、東京朝日新聞、大阪朝日新聞などで記者を務めた。やがて雑誌「大国民」を創刊し、また日刊大東通信社の社長を務めた。
1908年（明治41年）、第10回衆議院議員総選挙に出馬し、当選。当選回数は5回（第10回、第11回、第13回、第16回、第17回にて当選）を数えた。その間の1919年（大正8年）には普通選挙を主張し、立憲国民党内の党議に敗れて離党している。
また、1913年（大正2年）以後は東京市会議員や麻布区会議員も務めた。社会事業調査会委員、立憲民政党総務となる。
その他に伊達侯爵家委員、山下合名会社顧問などを務めた。

## 親族
- 弟 山村豊次郎（宇和島市長・衆議院議員）
- 長男 村松正俊（慶應義塾大学教授）[2]